# Submissionsbetrug
Der Submissionsbetrug ist eine besondere Erscheinungsform des Betrugs. Er umfasst als Straftat den Tatbestand, wenn mehrere Personen bzw. Unternehmen untereinander im Rahmen einer Ausschreibung die Preise rechtswidrig absprechen und dadurch für den Angebotsanfordernden kein Marktpreis zustande kommt, wodurch er in der Regel mehr zahlen muss.
Dieser Straftatbestand gehört zur so genannten Wirtschaftskriminalität. Nach herrschender Meinung schützt der allgemeine Betrugstatbestand das Vermögen.

## Deutschland
In Deutschland ist der Submissionsbetrug nach § 263 StGB strafbar und wird im einfachen Fall nach Absatz 1 mit Freiheitsstrafe bis zu 5 Jahren oder Geldstrafe, bei einem Regelfall des Absatzes 3 mit Freiheitsstrafe von sechs Monaten bis zu zehn Jahren bedroht. Ein Regelfall besteht bspw., wenn der Täter einen Vermögensverlust großen Ausmaßes herbeiführt oder seine Befugnisse oder seine Stellung als Amtsträger missbraucht.
Zu unterscheiden ist der Submissionsbetrug von der Wettbewerbsbeschränkenden Absprache bei Ausschreibungen, die nach § 298 StGB strafbar ist. Demnach macht sich bereits derjenige strafbar, der bei einer Ausschreibung über Waren oder gewerbliche Leistungen ein Angebot abgibt, das auf einer rechtswidrigen Absprache beruht, die darauf abzielt, den Veranstalter zur Annahme eines bestimmten Angebots zu veranlassen. Die Verwirklichung dieses Straftatbestandes wird mit Freiheitsstrafe bis zu fünf Jahren oder mit Geldstrafe bestraft. Der Gesetzgeber hat den Straftatbestand des § 298 StGB deshalb eingeführt, weil die Ahndung des Submissionsbetruges nach § 263 StGB die Feststellung eines Vermögensschadens (zumindest einer schadensgleichen Vermögensgefährdung) voraussetzt, was erhebliche Probleme bereitete. § 298 StGB enthält das Erfordernis des Vermögensschadens nicht mehr. Gleichwohl kann eine Straftat nach § 298 StGB auch als „klassischer“ Betrug i. S. von § 263 StGB geahndet werden – die Straftatbestände stehen insoweit „nebeneinander“ (Tateinheit).

## Österreich
In Österreich verbietet die Sonderbestimmung des § 168b StGB wettbewerbsbeschränkende Absprachen bei Vergabeverfahren; daneben ist auch noch § 146 StGB (Betrug) anwendbar.

## Rechtsprechung
- Urteil des Bundesgerichtshofs zum Fall „Bauvorhaben Ehrental“ auf hrr-strafrecht.de